# ПТ-3
ПТ-3 — минный трал, монтируемый на танке, предназначается для устройства проходов в минных полях с минами нажимного действия.

## Принцип действия
При прохождении по минному полю трал своими шпорами, расположенными по ободу дисков, давит на мины нажимного действия, которые при этом взрываются.

## Технические характеристики
- Общий вес — 4,8 т
- Наименьший радиус поворота — 20 м
- Наибольшая скорость движения в боевом положении по дорогам — до 25 км/ч
- Полная длина трала (без танка) — 2,87 м
- Ширина трала — 3,82 м
- Ширина протраливаемой полосы — 3,6 м
- Ширина непротраливаемого промежутка (посередине) — 1,2 м

## Устройство
В проушинах 1 приваренных к нижнему наклонному листу танка Т-34, шарнирно прикреплена металлическая сварная рама 2. Эта рама с помощью троса 3 подвешена траверса 5, имеющая на краях тяги 6, шарнирно соединённые с осью 7.
На оси расположены две группы (колеи) дисков 8, по ободу которых установлены отъёмные шпоры 9. Назначение шпор заключается в том, чтобы удалить диски трала на некоторое расстояние от взрываемой мины, тем самым обеспечить живучесть основной конструкции трала. По мере разрушения шпор и других частей трала они заменяются новыми. Цепи 10 предназначены для движения танка с тралом задним ходом, для ограничения опускания оси с катками в окопы и для ограничения поворота оси с катками при повороте танка.

## Применение
Трал применяется в танковых подразделениях при прорыве оборонительной полосы противника. Частичное разрушение шпор, а иногда дисков, при передвижении трала по минному полю под огнём противника, не должно служить препятствием для продолжения движения танка с тралом.

## Условия применения
Трал беспрепятственно преодолевает подъёмы до 25° и косогоры до 30°, кустарник и лес толщиной в нижнем отрубе до 20 см, проволочные заграждения, окопы, ходы сообщения и канавы шириной 1,5-2 м.
Непреодолимыми для трала являются те препятствия, которые не преодолеваются танком; кроме того, к таким препятствиям относятся болота, заболоченная и топкая местность, деревянные и каменные строения, деревья толще 20 см в нижнем отрубе, рвы и воронки шире 2 м, эскарпы высотой 0,6—0,75 м, участки местности с резким переходом от спуска к подъёму или наоборот.

## История создания
Минное оружие всегда было одним из самых страшных противников танков. Опыт войны 1914—1918 продемонстрировал достаточно большое количество случаев удачного применения мин против вражеских танков с обеих сторон. Однако эта эффективность снижалась недостаточно грамотной тактикой применения и несовершенством конструкции. Но уже в начале 1920-х гг. Главное военно-инженерное управление РКП (ГВИУ) одобрило применение «фугасных мин» для борьбы с танковыми полчищами возможного противника в случае вторжения на территорию молодой Советской республики. В начале 1930-х гг. многие военные теоретики разных стран уже были озабочены созданием эффективных мер противодействия минному оружию. Старались не отставать от них и отечественные конструкторы, ведущие активные работы по поиску оптимальных средств разминирования, к числу которых в первую очередь были отнесены так называемые «танковые тралы». В 1932—1936 гг. в СССР были разработаны и экспериментально опробованы различные конструкции этих устройств для установки на сапёрные и линейные танки Т-26, а также танки БТ, Т-28 и Т-35. Однако в то время серийное производство таких устройств организовано не было.
По окончании Советско-финской войны, летом 1940 г. работы в области создания минно-трального оборудования для бронетанковой техники были развёрнуты с небывалой активностью. Причём теперь уже общий вид трала был определён, как легко-съёмное устройство, монтируемое на средний или тяжёлый танк. В качестве рабочего органа рекомендовалось использовать катковые устройства многоразового применения. К августу 1941 г. были одобрены тралы по схеме Д. Трофимова и П. Мугалёва.
Первый трал выглядел очень заманчиво благодаря дешевизне конструкции и видимой простоте производства, так как Д. Трофимов предлагал изготавливать его катки из железобетона. Второй казался более дорогим, поскольку катки представляли собой набор из штампованных дисков с насаженными на них «башмаками» из чугуна или стали. Однако в 1941 г. ввиду отступления Красной армии и перебазирования промышленности работы над тралами были приостановлены. Вспомнили о них по завершении Московской битвы, где немецкие противотанковые мины нанесли в ряде танковых подразделении весьма ощутимые потери.
В марте 1942 г. были изготовлены и подверглись испытаниям три танковых трала различной конструкции, в числе которых были и два рассмотренных выше. Несмотря на кажущееся преимущество трала Д. Трофимова, его эффективность на местности, особенно в зимнее время, оказалась невысокой, так как большая ширина опорной поверхности не позволяла тралу погружаться в снег и эффективно воздействовать на нажимные крышки противотанковых мин. В то же время конструкция трала П. Мугалёва не препятствовала погружению в снег дисков рабочего органа и он работал значительно надёжнее. Третий трал, авторство которого не указано, представлял собой сооружение с нажимными катками, набранными из дисков от Т-34, отличался большим весом и дороговизной и к испытаниям допущен не был.
После завершения испытании и упрощения конструкции (была исключена средняя секция) трал П. Мугалёва летом 1942 г. был рекомендован для принятия на вооружение и в серийное производство под индексом ПТ-34 (противоминный трал для Т-34), однако работы по освоению его серийного производства были отложены ввиду трудного положения на фронтах. Осенью 1942 г. конструкция ПТ-34 вновь подверглась доводке с целью обеспечения его крепления ко всем типам средних и тяжёлых танков. В ноябре 1942 г. три трала прошли опытную эксплуатацию в 109 танковой бригаде при штурме хутора Вертячий (Сталинградская область), где отлично себя зарекомендовали. А с марта 1943 г. трал под индексом ПТ-3 был принят для серийного производства на заводах «Комсомолец» и Тульском машиностроительном заводе.
Первое подразделение танков-тральщиков (отдельная танковая рота подчинённая инженерному управлению) прошло боевые испытания на Центральном фронте в полосе 6-й армии в мае 1943 г., а два танковых полка (40-й и 166-й, где служил П.Мугалёв), штатно оснащённых тралами ПТ-3, закончили формирование в июле 1943 г. и получили боевое крещение в ходе наступления на Курской дуге. С августа 1943 г. танковые тралы начали устанавливать массово не только на заводе № 183, но также на «Красном Сормове» и ЧКЗ. Началась их плановая эксплуатация в танковых войсках.
Наиболее удачным танком-тральщиком по мнению ГБТУ по опыту 1943 г. был признан КВ-1С, так как применение их на Т-34 ограничивалось более тяжёлым управлением танка, оснащённого 4-ступенчатой КПП в ходе траления.
В 1944-45 гг. трал ПТ-3 был испытан также на танках ИС-122 и Т-44, причём его применение на указанных танках было сочтено не вполне удачным из-за того что при подрыве мин наблюдались частые случаи удара рамы трала в сильно выступающий вперёд ствол орудия, ежели оно находилось на «прямой наводке». Поэтому применение трала ПТ-3 на этих танках не рекомендовалось
В 1944 г. трал ПТ-3 был модернизирован для его лучшего использования на танках с длинноствольной пушкой (Т-34-85, Т-44, ИС-122). При этом несущая сварная А-образная рама и нем была исключена, а центральная балка усилена. Изменилась и конструкция траверсы. Это дало возможность его применения в том числе на танках, вооружённых длинноствольным орудием, исключая возможность ведения огня из него только в небольшом фронтальном секторе. Новый трал получил индекс ПТ-М.